# Congresso della Libertà in Iraq
Il Congresso della Libertà in Iraq (in inglese Iraq Freedom Congress (IFC) come è internazionalmente conosciuto) è un partito politico iracheno fondato nel marzo 2005. Nato dal partito comunista operaio iracheno, il partito raggruppa oggi delle organizzazioni politiche, sindacali e associative di diverso orizzonte ideologico.
Suo segretario è stato Samir Adil, ex prigioniero politico sotto il regime di Saddam Hussein.
L'IFC si batte per la democrazia e la laicità e si ispira al progressismo; si oppone altresì all'occupazione statunitense e all'islam politico in Iraq. Il suo motto più famoso è « Né sciita, né sunnita, la nostra identità è umana! L'occupazione è la nemica dell'umanità» ed esprime un rifiuto delle divisioni etniche e religiose.
L'IFC pubblica due giornali, l'uno in lingua araba, il cui titolo significa Insieme verso la libertà, l'altro in lingua inglese intitolato Iraq Freedom (Libertà irachena). Dal giugno 2007 il partito dispone di una televisione satellitare: Sana TV (La luce). L'IFC dispone anche di un importante sostegno di solidarietà internazionale, dal Giappone agli USA.